# Hermann II de Winzenbourg
 (décembre 2020).
Hermann II de Winzenbourg (assassiné le 29 janvier 1152) est le fils de Hermann Ier de Winzenbourg et de sa seconde épouse, nommée Hedwige qui était soit : Hedwige d'Assel-Woltingerode ou Hedwige de Carniole-Istrie. Hermann II, d'abord comte palatin de Saxe en 1129-1130, succède à son père comme comte de Winzenbourg, et sans atteindre la position éminente que son père avait occupée, il est un loyal partisan de l'archevêque Adalbert Ier de Sarrebruck pendant de longues années.

## Biographie
En 1122, le comte Hermann III de Reinhausen meurt, ce dernier était le frère de Mathilde de Reinhausen la grand-mère paternelle d'Hermann II. Le père d'Hermann II, le comte Hermann Ier est de ce fait l'héritier légal du comté de Reinhausen, comte dans le Leinegau, et avoué de l'abbaye de Reinhausen. Après qu'un ban impérial est prononcé en faveur de son père en 1130, Herman II réside en Rhénanie, probablement à Mayence. À partir de 1138, il recherche et obtient la faveur du roi Conrad III, qui voit en lui un contrepoids à l'influence des Welf. Herman II reçoit le château de Plessebourg à Paderborn comme fief, et prend lui-même le nom de Herman de Plesse.
Hermann II est un vassal de l'archevêque de Mayence et un opposant aux maison des Welf et de Northeim, lors de la crise de succession de 1138. En 1140, il se réconcilie avec la maison de Northeim. Lorsque la famille de Northeim s'éteint à la mort de Siegfried IV, comte de Northeim-Boyneburg le 27 avril 1144, Herman II hérite ses châteaux de Bomeneburg et Boyneburg. Peu de temps après le jeune frère d'Hermann, Henri d'Assel, épouse Richenza, la veuve de Siegfried. Hermann, qui détient une vaste fortune achète aux autres héritiers ensuite une grande partie de l'héritage de Siegfried, incluant le château de Hombourg. Le roi Conrad III investit également les deux frères de certains des fiefs impériaux que Siegfried IV avait détenus, afin de s'assurer de leur fidélité à la couronne. Ils sont également investis des fiefs que Siegfried tenait de l'archevêque de Mayence et d'autres princes-évêques. Les fiefs qu'il détenait de Mayence étaient particulièrement importants pour eux car ils n'hésitent pas à céder à la principauté ecclésiastique l'abbaye de Reinhausen, la fondation ancestrale de leur famille ainsi que l'abbaye Saint-Blaise de Northeim, qu'ils avaient obtenus précédemment de Mayence. Après sa défaite lors du conflit lié à l'héritage du comte Rodolphe II de Stade, Conrad III doit considérer le partage de l'héritage de la famille de Boyneburg comme un succès, en faisant de plus des Comtes de Winzenburg un puissant contrepoids à la maison des Welf.
Hermann II, allié fidèle de Conrad III, épouse même sa demi-sœur. Après cette union, il est considéré comme un Prince d'Empire. Il est témoin lors de la signature de documents royaux et apparaît dans le cercle restreint de l'entourage impérial. Il est en conflit avec les évêques d'Halberstadt et les abbés de l' abbaye de Corvey aux sujets des fiefs dont ils l'ont investis. Il presse l'évêque Hildesheim de l'investir du château de Winzenbourg, et l'évêque
doit s’exécuter le 8 mai 1150. Ses possessions s'étendent alors de la Leine dans le nord de la Hesse jusqu'au Eichsfeld. Les ministériels de l'église de Hildesheim haïssent Hermann II pour son attitude dominatrice. Dans la nuit du 29 janvier 1152, ils pénètrent par la force dans le château de Winzenburg et tuent avec leurs épées Hermann II et son épouse enceinte. L'un des meurtriers sera décapité en 1156 ; l'autre, le comte Henri de Bodenburg, est vaincu lors d'un duel judiciaire et entre à l'abbaye de Neuwerk à Halle-sur-Saale en Saxe-Anhalt.
Henri le Lion, qui est issu des comtes de Northeim par sa mère Gertrude de Saxe, s'empare du château de Homburg. Le 13 octobre 1152, à la Diète impériale de Würzbourg, l'empereur investit Henri de Lion des possessions de Hermann, car les droits de Henri reposent sur le fait que son arrière-grand-mère est la sœur de l'arrière-grand-père d'Hermann.

## Unions et postérité
Hermann II contracte deux mariages:
- En 1142, il épouse Elisabeth de Babenberg (1124-1143; morte en couche), une jeune fille du Margrave Léopold III d'Autriche de la maison de Babenberg. La mère d'Elisabeth était Agnès de Franconie; fille de l'Empereur Henri IV du Saint-Empire et demi-sœur de Conrad III ;
- en 1148, il épouse Luitgard de Stade (tuée en 1152), une fille de Rodolphe Ier de Stade, Margrave de la Marche du Nord. Elle était la veuve du roi Eric III de Danemark et précédemment l'épouse divorcée du comte palatin de Saxe Frédéric VI de Sommerschenbourg. Avec Lutgarde, ils ont :
  - une fille (1149 – morte avant 1204), qui épouse:
    1. Comte Henri III de Schwarzburg (de) (mort le 26 juillet 1184),
    2. Comte Ulrich Ier de Wettin (mort le 28 septembre 1206), fils de Henri Ier de Wettin,

  - une autre fille anonyme (née en 1150), qui épouse c. 1166 Buris Henriksen, duc de Jutland du Sud, et petit-neveu du roi Eric Ier de Danemark,
  - Hedwige (née en 1151), qui assume la prévôté de l'abbaye de Gandersheim.